# Premio Alghero Donna
Der Premio Nazionale Alghero Donna di Letteratura e Giornalismo, kurz Premio Alghero Donna, ist ein italienischer Literaturpreis der seit 1995 im sardischen Alghero an italienische Schriftstellerinnen und Journalistinnen vergeben wird.

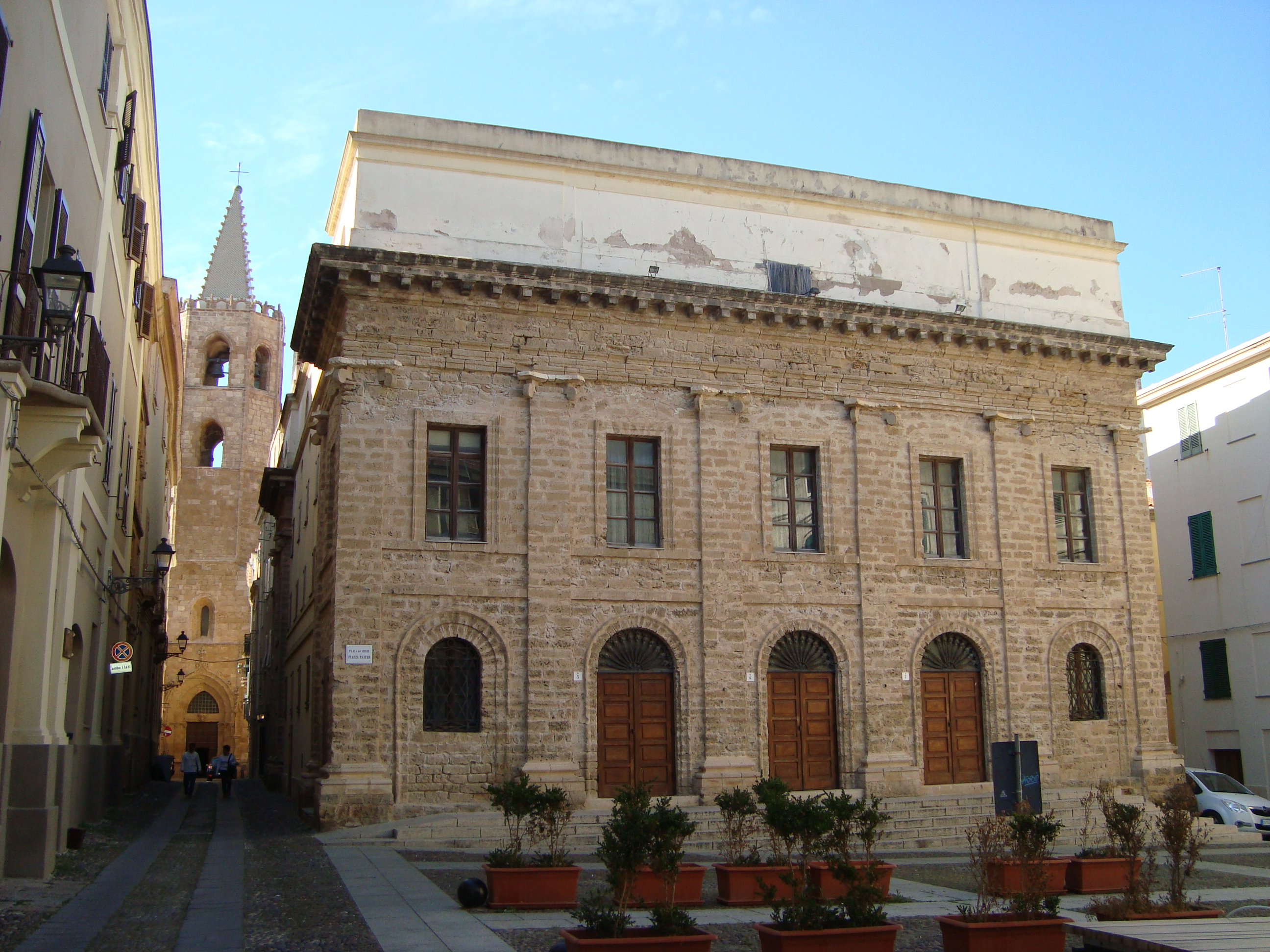
Teatro Civico, Alghero

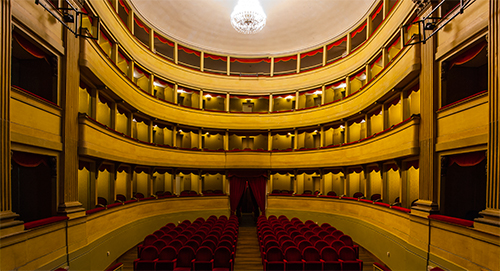
Zuschauerraum des Teatro Civico, Alghero

## Geschichte
Der Preis wurde 1995 in Alghero auf Sardinien durch Initiative von Neria De Giovanni, Präsidentin der Associazione Internazionale dei Critici Letterari (Internationale Organisation für Literaturkritiker) und Präsidentin der Vereinigung Salpare begründet und im Teatro Civico von Alghero überreicht. Unterstützt wird sie vom Tourismusverein der Stadt Alghero, von der Stiftung Fondazione Alghero, von der Commissione Pari Opportunità della Regione Autonoma della Sardegna (einer Einrichtung zur Förderung Sardiniens) und dem Gremio dei Sardi di Roma (Organisation der sardischen Gemeinde in Rom).

## Organisation
Neria De Giovanni kümmert sich um die Organisation, die Verwaltung, die logistische und juristische Koordination. Der Preis gliedert sich in die Kategorien Prosa, Lyrik, Journalismus und den Sonderpreis der Jury, der 1999 hinzukam. Er wird an Autorinnen von Texten in italienischer Sprache verliehen. Der Sonderpreis der Jury wird an Frauen verliehen, die in den Bereichen Verlagswesen, Literatur, Übersetzung, Politik, Sport und bürgerschaftliches Engagement tätig sind. Zu diesen vier Kategorien sind im Laufe der Zeit verschiedene weitere Preise hinzugekommen, die gelegentlich verliehen werden.
Seit der ersten Ausgabe besteht der Preis aus einem Korallenschmuckstück, dessen Koralle im Hafen von Alghero geerntet wurde und von Goldschmiedemeistern aus Alghero zu einem Schmuckstück geformt wird, sowie aus einem Barscheck.

## Jury
Die Jury setzt sich aus Literaturkritikern, Journalisten, Schriftstellern und Experten zusammen. Im Laufe der Jahre waren der Präsident des Cenacolo di Tommaso Moro, der Direktor der Bibliothek der Abgeordnetenkammer, die Präsidentin des italienischen Komitees des Prix Femme d'Europe, der Präsident der Union der regionalen Vereine von Rom (UNAR) und des Gremio dei sardi di Roma, Vertreter des Vereins Salpare, der Direktor des Pressesaals des Palazzo Chigi, der Leiter der kulturellen Veranstaltungen von MultiOlistica sowie der künstlerische Leiterin des Jane-Austen-Club Sardinien in der Jury vertreten.

## Auszeichnung
2016 erhielt der Premio Alghero Donna die Medaille des italienischen Präsidenten der Republik anlässlich des neunzigsten Jahrestages der Verleihung des Nobelpreises für Literatur an Grazia Deledda.

## Preisträger
Die Preisverleihung findet traditionell im Teatro Civico in Alghero statt, nur in manchen Jahren wich man an andere Orte in Alghero und von 2011 bis 2016 sogar nach Rom aus.
| Jahr | Ort                                                          | Prosa                           | Lyrik                  | Journalismus                                 | Internationaler Sonderpreis der Jury                 | Andere Preise                                       |
| ---- | ------------------------------------------------------------ | ------------------------------- | ---------------------- | -------------------------------------------- | ---------------------------------------------------- | --------------------------------------------------- |
| 1995 | Alghero, Teatro Civico                                       | Lina Unali                      | Adele Loriga           | Carmen Lasorella                             | –                                                    | –                                                   |
| 1996 | Alghero, Teatro Civico                                       | Carla Cerati                    | Vivian Lamarque        | Neliana Tersigni                             | –                                                    | –                                                   |
| 1997 | Alghero, Teatro Civico                                       | Cristina Comencini              | Laura Lilli            | Lilli Gruber                                 | –                                                    | –                                                   |
| 1998 | Alghero, Teatro Civico                                       | Elda Mazzocchi Scarzella        | Marina Corona          | Cristina Parodi                              | –                                                    | –                                                   |
| 1999 | Alghero, Teatro Civico                                       | Anna Maria Mori e Nelida Milani | Cristina di Lagopesole | Antonella Clerici                            | Maria Pacini Fazzi                                   | –                                                   |
| 2000 | Alghero, Teatro Civico                                       | Marina Piazza                   | Maria Pia Quintavalla  | Daria Bignardi                               | Nicole Fontaine                                      | –                                                   |
| 2001 | Alghero, Teatro Civico                                       | Iva Zanicchi                    | Giovanna Vizzari       | Danila Bonito                                | Renata Pisu                                          | –                                                   |
| 2002 | Alghero, Teatro Civico                                       | Laura Pariani                   | Giusi Quarenghi        | Licia Colò                                   | Laura Lepetit                                        | –                                                   |
| 2003 | Alghero, Teatro Civico                                       | Barbara Alberti                 | Daniela Matronola      | Donatella Bianchi                            | Aung San Suu Kyi                                     | –                                                   |
| 2004 | Alghero, Cinema „Miramare“                                   | Maria Rosa Cutrufelli           | Nada (cantante)        | Cesara Buonamici                             | Grażyna Miller                                       | Premio L'Unione Sarda: Opera prima Serena Schiffini |
| 2005 | Alghero, Anfiteatro „Forte della Maddalena“                  | Romana Petri                    | Anna Buoninsegni       | Maria Latella                                | Paola Pitagora                                       | –                                                   |
| 2006 | Alghero, Anfiteatro „Forte della Maddalena“                  | Grazia Livi                     | Fiorella Ferruzzi      | Irene Pivetti                                | Angela Guiso                                         | –                                                   |
| 2007 | keine Preisvergabe                                           | –                               | –                      | –                                            | –                                                    | –                                                   |
| 2008 | keine Preisvergabe                                           | –                               | –                      | –                                            | –                                                    | –                                                   |
| 2009 | keine Preisvergabe                                           | –                               | –                      | –                                            | –                                                    | –                                                   |
| 2010 | Alghero, Teatro Civico                                       | Lia Levi                        | Gabriella Sica         | Paola Saluzzi                                | Maria Gloria Giani Anna Maria Geli Giovanna Andreola | –                                                   |
| 2011 | Roma, Piazza San Giovanni in Laterano                        | Sandra Petrignani               | Anna Manna             | Bianca Berlinguer                            | –                                                    | Premio La porta magica Giorgia Urru                 |
| 2012 | Roma, Presidenza del Consiglio dei Ministri                  | Grazia Francescato              | Antonella Anedda       | Anna La Rosa                                 | Rosella Sensi                                        | Premio alla memoria Maria Chessa Lai                |
| 2013 | keine Preisvergabe                                           | –                               | –                      | –                                            | –                                                    | –                                                   |
| 2014 | keine Preisvergabe                                           | –                               | –                      | –                                            | –                                                    | –                                                   |
| 2015 | Roma, EUR, Fiera nazionale del libro „Più libri, Più liberi“ | Patrizia Rinaldi                | –                      | Cinzia Tani                                  | –                                                    | Premio Internazionale Blanca Busquets               |
| 2016 | Roma, EUR, Fiera nazionale del libro „Più libri, Più liberi“ | Concita De Gregorio             | –                      | Online-Magazine La Donna Sarda               | Barbara De Rossi                                     | Premio Internazionale Carla Gracia Mercadé          |
| 2017 | keine Preisvergabe                                           | –                               | –                      | –                                            | –                                                    | –                                                   |
| 2018 | Alghero, Teatro Civico                                       | Vanessa Roggeri                 | Marella Giovannelli    | GIornaliste Unite Libere Autonome GI.U.LI.A. | –                                                    | –                                                   |
| 2019 | keine Preisvergabe                                           | –                               | –                      | –                                            | –                                                    | –                                                   |
| 2020 | keine Preisvergabe                                           | –                               | –                      | –                                            | –                                                    | –                                                   |
| 2021 | Alghero, Teatro Civico                                       | Catena Fiorello                 | Anna Santoliquido      | Iman Sabbah                                  | Simona De Francisci (Videolina)                      | Menzione speciale per Dolores Serra (Catalan TV)    |
| 2022 | Alghero, Teatro Civico                                       | Silvia Ballestra                | Silvia Bre             | Manuela Moreno                               | Evelina Nazzari                                      | –                                                   |
| 2023 | Alghero, Teatro Civico                                       | Carmen Lasorella                | Antonetta Carrabs      | Novella Calligaris                           | Giuseppa Tanda                                       | –                                                   |
| 2024 | Alghero, Teatro Civico                                       | Milena Agus                     | Ilaria Drago           | Vania De Luca                                | –                                                    | –                                                   |